# Motel
Pour les articles homonymes, voir Motel (homonymie).
Le motel est un type d'hébergement hôtelier que l'on trouve sur le bord des grands axes de communication, permettant aux automobilistes de passage de faire une halte. Le premier établissement est apparu avec le Milestone Mo-Tel, ouvert en 1925, à San Luis Obispo, en Californie. C'est un mode d'hébergement très répandu en Amérique du Nord.
Le terme « motel » est un mot-valise, contraction de l'anglais motor (« moteur ») et hotel (« hôtel »),,.

## Histoire
Le concept de motel tire son origine de l'établissement le Milestone Mo-Tel, situé à San Luis Obispo en Californie, ouvert le 12 décembre 1925,,. Cet établissement est installé à mi-chemin entre Los Angeles et San Francisco sur l'U.S. Route 101, un axe majeur allant du sud de la Californie à l'État de Washington,. La conception de l'hôtel par l'architecte Arthur Heineman (en) permet aux automobilistes de conduire leur voiture à la porte de leur chambre, il choisit donc le terme « motor hotel », qu'il raccourcira rapidement en « motel »,. Le terme est utilisé quelques mois plus tard dans le magazine Hotel Monthly et se popularise dans les années 1940. Il entre dans la langue française en 1947. Le premier motel français ouvre en 1955.
L’accroissement[Quand ?] du réseau autoroutier des États-Unis et du Canada, tel que l'Interstate highway aux États-Unis, ou le Chemin du Roy entre Québec et Montréal et plusieurs segments de la route Transcanadienne, ont conduit à la création de ces motels afin de faciliter la traversée du territoire nord-américain.
Le motel fait son apparition au Japon dans les années 1960, au cinéma à travers les films américains, mais c'est surtout à l'occasion des Jeux olympiques d'été de 1964, organisés à Tokyo, que les premiers motels sont construits.

## Organisation et usages

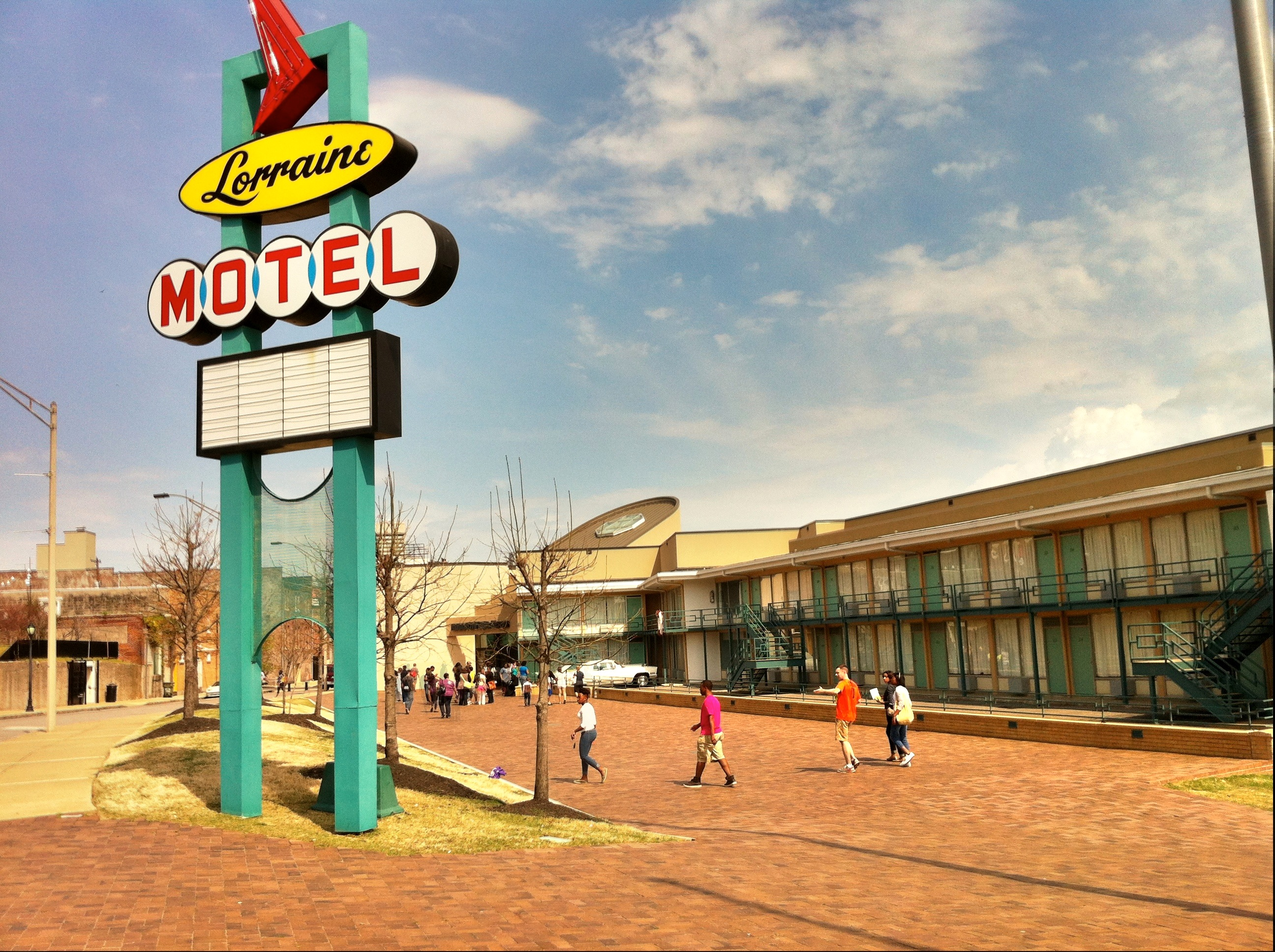
Motel Lorraine, lieu d'assassinat de Martin Luther King à Memphis (Tennessee) en 1968.

À la différence de leurs prédécesseurs, les campings autos et les terrains pour touristes, les motels ont rapidement adopté une apparence homogénéisée. Typiquement, on trouve des structures en forme de « I », de « L » ou de « U » qui incluent les chambres, le bureau du directeur, la réception et, parfois, un petit snack-bar ou même un diner. Le motel a aussi évolué vers des structures à deux étages, voire plus.
Sous l'effet de la culture Tiki, il prend parfois des caractères décoratifs issus de la culture polynésienne au cours des années 1960,.
Certains motels servent de résidence permanente ou provisoire. Ils sont souvent équipés de coin-cuisine[réf. nécessaire].
Au Japon, une partie de la population considère que le motel américain est l'équivalent des love hotels de leur pays.
La plupart des pays d'Amérique du Sud, et en particulier le Brésil, disposent d'établissements désignés sous le nom de motels, qui sont aussi des love hotels[réf. nécessaire].

## Chaînes de motels
Liste non exhaustive.
- Budget Inn
- Choice Hotels
- Days Inn
- Holiday Inn
- Hampton Inn
- Howard Johnson Inn
- Jameson Inn
- Motel 6
- Premier Inn
- Ramada Limited Inn
- Red Roof Inn
- Scottish Inn
- Super 8 Motel
- Lyston Inn

En Europe, certaines chaînes d'hôtels bon marché, appelées également « hôtels super-économiques » sont construites sur le modèle des motels américains. Les chaînes françaises Hôtel F1, Ibis Budget ou encore Hôtel Première Classe entrent dans cette catégorie.